# Fútbol Joven de Chile
El Fútbol Joven de Chile de la ANFP, es la categoría del fútbol juvenil en Chile. Es organizada por la Asociación Nacional de Fútbol Profesional (ANFP), perteneciente a la Federación de Fútbol de Chile (FFCh).
La secciones están formada por diversas categorías que incluyen desde las sub-8 a la sub-21. Todos los clubes afiliados a la ANFP tienen derecho de participar, además el Complejo Quilín de Santiago perteneciente a la ANFP, siempre será considerado campo neutral.
En el ámbito internacional Universidad Católica ha obtenido campeonatos considerados mundiales de sus categorías: El Torneo Internacional de Croix Sub-19 1980 y la Manchester United Premier Cup 2012.

## Historia
Se considera el día 4 de abril de cada año como el día oficial del Área Fútbol Joven, en conmemoración de la fundación del Comité Infantil-Juvenil de la Asociación Central de Fútbol de Chile, ocurrida el 4 de abril de 1938, día en que comenzó sus actividades la sección de cadetes, sucesora de la Sección Infantil de la Asociación Amateur, en cuyo seno ya no permanecieron los jóvenes de los clubes profesionales.

### Comisión fútbol joven
La Comisión Nacional Fútbol Joven de la ANFP, es la encargada de velar por el buen desarrollo de las actividades del Fútbol Joven.
El Directorio de la Comisión Nacional Fútbol Joven es un órgano asesor del Directorio de la ANFP y de su confianza, encargado de dirigir la sección Fútbol Joven de la ANFP, proponer y ejecutar la medidas que dicho directorio adopte para la buena marcha de la Asociación, dentro de la esfera de las
actividades del Fútbol Joven y Fútbol Infantil. El Directorio tendrá un período de duración de cuatro años, los que deben coincidir con el período del Directorio de la ANFP.

## Categorías
Las categorías del Fútbol Joven está formada por las divisiones del fútbol de proyección, joven, infantil y la copa futuro en donde participan todos los clubes afiliados a la ANFP. Todos los clubes afiliados tienen derecho de participar en los campeonatos de la sección Fútbol Joven. 
Las divisiones de la sección Fútbol joven en Chile se dividen en varias categorías durante los últimos años, en la actualidad se dividen en:
Fútbol proyección
- Sub-21

Fútbol formativo
- Sub-18
- Sub-16
- Sub-15

Fútbol formativo infantil
- Sub-14
- Sub-13
- Sub-12
- Sub-11

Fútbol de iniciación
- Sub-10
- Sub-9
- Sub-8

## Proyección y formativo
Tras la Pandemia, el fútbol Joven sufrió una reestructuración, donde se inicio la categoría proyección, así como la categoría Formativo, la cual abarca a las categorías sub-15, sub-16 y sub-17, quedando las 4 categorías como las principales del fútbol formativo. tanto en la categoría nacional como regional. Para 2024 la categoría Sub-17 pasó a ser Sub-18.
En el año 2011A partir del año 2024, la ANFP creó el título super proyección, donde se enfrentarían el campeón del apertura y clausura de dicha categoría. El campeón además, obtendría el cupo para la Copa Libertadores sub-20.

### Supercopa proyección
| Año  | Campeón   | Subcampeón |
| ---- | --------- | ---------- |
| 2024 | O'Higgins | Colo-Colo  |

### Proyección
| Año    | Campeón    | Subcampeón           |
| ------ | ---------- | -------------------- |
| 2022-A | O'Higgins  | Universidad Católica |
| 2022-C | Huachipato | Universidad de Chile |
| 2023-A | Colo-Colo  | O'Higgins            |
| 2023-C | Palestino  | Magallanes           |
| 2024-A | O'Higgins  | Cobresal             |
| 2024-C | Colo-Colo  | Unión Española       |

### Sub-18
| Año    | Campeón              | Subcampeón           |
| ------ | -------------------- | -------------------- |
| 2022-A | Palestino            | Colo-Colo            |
| 2022-C | Colo-Colo            | Huachipato           |
| 2023-A | Cobresal             | Universidad de Chile |
| 2023-C | O'Higgins            | Cobresal             |
| 2024-A | Universidad de Chile | Santiago Wanderers   |
| 2024-C | Colo-Colo            | Universidad Católica |

### Sub-16
| Año    | Campeón              | Subcampeón           |
| ------ | -------------------- | -------------------- |
| 2022-A | Universidad Católica | Colo-Colo            |
| 2022-C | Universidad Católica | Santiago Wanderers   |
| 2023-A | O'Higgins            | Santiago Wanderers   |
| 2023-C | Colo-Colo            | Coquimbo Unido       |
| 2024-A | Colo-Colo            | Universidad de Chile |
| 2024-C | Colo-Colo            | Santiago Wanderers   |

### Sub-15
| Año    | Campeón              | Subcampeón           |
| ------ | -------------------- | -------------------- |
| 2022-A | Deportes Temuco      | Universidad Católica |
| 2022-C | Colo-Colo            | Universidad Católica |
| 2023-A | O'Higgins            | Unión Española       |
| 2023-C | Santiago Wanderers   | Coquimbo Unido       |
| 2024-A | Colo-Colo            | Universidad de Chile |
| 2024-C | Universidad Católica | Santiago Wanderers   |

## Copa Futuro
En el año 2023, como propósito para más partidos en el fútbol formativo se implementó un nuevo torneo juvenil llamado Copa Futuro, que abarca desde las categorías sub-15 hasta la proyección sub-21. El torneo se disputa entre el primer semestre del año, y abarca una fase de grupos clasificatorias y las instancias finales comienzan desde los octavos de final. En 2024, se cambió la categoría sub-17 a la sub-18.

### Proyección
| Año  | Campeón             | Subcampeón         |
| ---- | ------------------- | ------------------ |
| 2023 | Palestino           | Curicó Unido       |
| 2024 | Colo-Colo           | Deportes Iquique   |
| 2025 | Deportes Concepción | Santiago Wanderers |

### Sub-18
| Año  | Campeón            | Subcampeón     |
| ---- | ------------------ | -------------- |
| 2023 | Santiago Wanderers | Palestino      |
| 2024 | Palestino          | Unión Española |
| 2025 | Unión Española     | Cobreloa       |

### Sub-16
| Año  | Campeón              | Subcampeón         |
| ---- | -------------------- | ------------------ |
| 2023 | Colo-Colo            | O'Higgins          |
| 2024 | O'Higgins            | Santiago Wanderers |
| 2025 | Universidad Católica | Coquimbo Unido     |

### Sub-15
| Año  | Campeón            | Subcampeón           |
| ---- | ------------------ | -------------------- |
| 2023 | Santiago Wanderers | Coquimbo Unido       |
| 2024 | Unión Española     | Universidad Católica |
| 2025 | Coquimbo Unido     | Huachipato           |

## Divisiones inferiores

### Sub-21
| Año  | Campeón          | Subcampeón |
| ---- | ---------------- | ---------- |
| 2021 | U. de Concepción | Cobreloa   |

### Sub-20
| Año  | Campeón              | Subcampeón           |
| ---- | -------------------- | -------------------- |
| 1994 | Colo-Colo            | Universidad Católica |
| 1995 | Universidad Católica | Audax Italiano       |
| 1996 | Suspendido           | Suspendido           |
| 1997 | Universidad Católica | Unión Española       |
| 2005 | Universidad de Chile | Unión Española       |

### Sub-19
| Año    | Campeón              | Subcampeón           |
| ------ | -------------------- | -------------------- |
| 1998   | Universidad de Chile | Palestino            |
| 1999   | Universidad de Chile | Unión Española       |
| 2000   | Deportes Concepción  | Audax Italiano       |
| 2001   | Universidad de Chile | Colo-Colo            |
| 2002   | Universidad Católica | Colo-Colo            |
| 2003   | Universidad de Chile | Universidad Católica |
| 2004   | Universidad Católica |                      |
| 2005   | Colo-Colo            |                      |
| 2006   | Unión Española       | Huachipato           |
| 2007-A | Universidad Católica | Huachipato           |
| 2007-C | Huachipato           | Santiago Wanderers   |
| 2012-A | Palestino            | Universidad Católica |
| 2012-C | Palestino            | Universidad de Chile |
| 2013-A | Universidad Católica | Unión Española       |
| 2013-C | Santiago Wanderers   | Unión Española       |
| 2014-A | Cobreloa             | Universidad de Chile |
| 2014-C | Colo-Colo            | Universidad de Chile |
| 2015-A | Huachipato           | Universidad Católica |
| 2015-C | Palestino            | Santiago Wanderers   |
| 2016-A | Everton              | Santiago Wanderers   |
| 2016-C | Universidad de Chile | Universidad Católica |
| 2017-A | Colo-Colo            | Santiago Wanderers   |
| 2017-C | Palestino            | Everton              |
| 2018-A | Everton              | San Luis             |
| 2018-C | Everton              | Cobreloa             |
| 2019-A | Colo-Colo            | Universidad Católica |
| 2019-C | Huachipato           | Santiago Wanderers   |

### Sub-18
| Año    | Campeón              | Subcampeón           |
| ------ | -------------------- | -------------------- |
| 2008   | Colo-Colo            | Universidad de Chile |
| 2009   | Universidad Católica | Santiago Wanderers   |
| 2010   | Universidad Católica | Santiago Wanderers   |
| 2011-A | Palestino            | Universidad de Chile |
| 2011-C | Unión Española       | Huachipato           |
| 2012-A | Palestino            | Universidad Católica |
| 2021-T | O'Higgins            | Colo-Colo            |

### Sub-17
| Año     | Campeón              | Subcampeón                |
| ------- | -------------------- | ------------------------- |
| 1994    | Colo-Colo            | Universidad Católica      |
| 1995    | Universidad Católica | Unión Española            |
| 1996    | Universidad de Chile | Unión Española            |
| 1997    | Palestino            | Universidad Católica      |
| 1998    | Universidad Católica | Colo-Colo                 |
| 1999    | Universidad Católica | Colo-Colo                 |
| 2000    | Universidad Católica | Colo-Colo                 |
| 2001    | Colo-Colo            | Palestino                 |
| 2002    | Universidad Católica | Unión Española            |
| 2003    | Cobresal             | Santiago Wanderers        |
| 2004    | Huachipato           | Universidad Católica      |
| 2006    | Everton              | Universidad de Chile      |
| 2007-A  | Palestino            | Universidad Católica      |
| 2007-C  | Audax Italiano       | Huachipato                |
| 2008    | Huachipato           | Universidad Católica      |
| 2009    | Universidad Católica | Santiago Morning          |
| 2010    | Universidad Católica | Audax Italiano            |
| 2011-A  | Colo-Colo            | Universidad Católica      |
| 2011-C  | Universidad Católica | Universidad de Chile      |
| 2012-A  | Deportes Iquique     | Universidad de Chile      |
| 2012-C  | Colo-Colo            | Cobreloa                  |
| 2013-A  | Colo-Colo            | Universidad de Chile      |
| 2013-C  | Colo-Colo            | Universidad de Chile      |
| 2014-A  | Universidad Católica | Universidad de Chile      |
| 2014-C  | Universidad Católica | Palestino                 |
| 2015-A  | Universidad de Chile | Universidad Católica      |
| 2015-C  | Santiago Wanderers   | Universidad de Concepción |
| 2016-A  | O'Higgins            | Huachipato                |
| 2016-C  | Universidad Católica | Palestino                 |
| 2017-A  | Universidad de Chile | O'Higgins                 |
| 2017-C  | Universidad Católica | O'Higgins                 |
| 2018-A  | Unión Española       | Universidad de Chile      |
| 2018-C  | Santiago Wanderers   | Colo-Colo                 |
| 2019-A  | Colo-Colo            | Audax Italiano            |
| 2019-21 | Suspendido           | Suspendido                |

### Sub-16
| Año     | Campeón              | Subcampeón           |
| ------- | -------------------- | -------------------- |
| 1997    | Colo-Colo            | Universidad Católica |
| 1998    | Universidad de Chile | Audax Italiano       |
| 1999    | Colo-Colo            | Palestino            |
| 2000    |                      |                      |
| 2001    | Universidad Católica | Colo-Colo            |
| 2002    | Cobresal             | Colo-Colo            |
| 2003    | Colo-Colo            | Huachipato           |
| 2004    | Colo-Colo            | Huachipato           |
| 2005    | Colo-Colo            | Santiago Wanderers   |
| 2007-C  | Palestino            | Colo-Colo            |
| 2008    | Universidad Católica | Universidad de Chile |
| 2009    | Audax Italiano       | Universidad Católica |
| 2010    | Colo-Colo            | Cobreloa             |
| 2011-A  | Universidad de Chile | Santiago Wanderers   |
| 2011-C  | Palestino            | Santiago Wanderers   |
| 2012-A  | Universidad Católica | Colo-Colo            |
| 2014-A  | Colo-Colo            | Audax Italiano       |
| 2014-C  | Audax Italiano       | Santiago Wanderers   |
| 2015-A  | Universidad de Chile | Unión Española       |
| 2015-C  | Santiago Wanderers   | Palestino            |
| 2016-A  | Universidad Católica | Colo-Colo            |
| 2016-C  | Universidad Católica | Cobresal             |
| 2017-A  | Universidad Católica | Santiago Wanderers   |
| 2017-C  | Universidad de Chile | Everton              |
| 2018-A  | Colo-Colo            | Universidad Católica |
| 2018-C  | Colo-Colo            | Unión Española       |
| 2019-A  | Unión Española       | O'Higgins            |
| 2019-21 | Suspendido           | Suspendido           |

### Sub-15
| Año     | Campeón              | Subcampeón           |
| ------- | -------------------- | -------------------- |
| 1997    | Colo-Colo            | Universidad de Chile |
| 1998    | Universidad Católica | Colo-Colo            |
| 1999    | Colo-Colo            | Unión Española       |
| 2001    | Palestino            | Colo-Colo            |
| 2002    | Colo-Colo            |                      |
| 2005    | Cobreloa             | Palestino            |
| 2006    | Colo-Colo            | Universidad Católica |
| 2007-C  | Colo-Colo            | Cobreloa             |
| 2008    | Universidad Católica | Audax Italiano       |
| 2009    | Colo-Colo            | Universidad de Chile |
| 2010    | Universidad Católica | Colo-Colo            |
| 2011-A  | Universidad Católica | Universidad de Chile |
| 2011-C  | Colo-Colo            | O'Higgins            |
| 2012-A  | Universidad de Chile | Unión Española       |
| 2012-C  | Universidad Católica | Universidad de Chile |
| 2013-A  | Colo-Colo            | Universidad de Chile |
| 2013-C  | Universidad de Chile | Audax Italiano       |
| 2014-A  | O'Higgins            | Colo-Colo            |
| 2014-C  | O'Higgins            | Unión Española       |
| 2015-A  | Universidad de Chile | O'Higgins            |
| 2015-C  | Colo-Colo            | O'Higgins            |
| 2016-A  | Santiago Wanderers   | Deportes Temuco      |
| 2016-C  | Audax Italiano       | Deportes Temuco      |
| 2017-A  | Colo-Colo            | Santiago Wanderers   |
| 2017-C  | Colo-Colo            | Universidad de Chile |
| 2018-A  | Universidad de Chile | Colo-Colo            |
| 2018-C  | Colo-Colo            | O'Higgins            |
| 2019-A  | Colo-Colo            | Unión Española       |
| 2019-21 | Suspendido           | Suspendido           |

### Sub-14
| Año     | Campeón              | Subcampeón           |
| ------- | -------------------- | -------------------- |
| 2002    | Colo-Colo            |                      |
| 2005    | Colo-Colo            | Universidad Católica |
| 2006    |                      |                      |
| 2007    | Universidad de Chile |                      |
| 2008    | Colo-Colo            |                      |
| 2009    | Colo-Colo            |                      |
| 2010    | Colo-Colo            |                      |
| 2011-A  | Universidad de Chile | Colo-Colo            |
| 2011-C  | Everton              | Universidad Católica |
| 2012-A  | Universidad de Chile | O'Higgins            |
| 2012-C  | Colo-Colo            | Universidad de Chile |
| 2013-A  | Universidad de Chile | Magallanes           |
| 2013-C  | Santiago Wanderers   | Universidad Católica |
| 2014-A  | Santiago Wanderers   | Universidad de Chile |
| 2014-C  | Universidad de Chile | Universidad Católica |
| 2015-A  | Santiago Wanderers   | Universidad de Chile |
| 2015-C  | Colo-Colo            | Universidad Católica |
| 2016-A  | Universidad Católica | Audax Italiano       |
| 2016-C  | Santiago Wanderers   | Colo-Colo            |
| 2017-A  | Colo-Colo            | Audax Italiano       |
| 2017-C  | Universidad de Chile |                      |
| 2018-A  | Unión Española       |                      |
| 2018-C  | Colo-Colo            | Rangers              |
| 2019-A  | O'Higgins            | Universidad Católica |
| 2019-21 | Suspendido           | Suspendido           |
| 2022-A  |                      |                      |
| 2022-C  | Palestino            | Colo-Colo            |
| 2023-A  | Universidad de Chile | Universidad Católica |
| 2023-C  | Universidad Católica | Unión Española       |
| 2024-A  | Huachipato           | Universidad Católica |
| 2024-C  | Ñublense             | Universidad Católica |
| 2025-A  | Universidad Católica | Unión Española       |

### Sub-13
| Año     | Campeón              | Subcampeón           |
| ------- | -------------------- | -------------------- |
| 1994    | Universidad de Chile |                      |
| 2002    | Palestino            |                      |
| 2003    | Universidad Católica |                      |
| 2004    | Universidad Católica |                      |
| 2005    | Universidad Católica |                      |
| 2006    |                      |                      |
| 2007    | Colo-Colo            |                      |
| 2008    | Colo-Colo            |                      |
| 2009    | Universidad de Chile | Colo-Colo            |
| 2010    | Universidad Católica |                      |
| 2011-A  | Palestino            | Universidad de Chile |
| 2011-C  | Universidad de Chile | Colo-Colo            |
| 2012-A  | Colo-Colo            | Santiago Wanderers   |
| 2012-C  | O'Higgins            | Universidad de Chile |
| 2013    | Universidad de Chile | Colo-Colo            |
| 2014-A  | Universidad de Chile | Magallanes           |
| 2014-C  | Santiago Wanderers   |                      |
| 2015-A  |                      | Cobreloa             |
| 2015-C  |                      |                      |
| 2016-A  |                      |                      |
| 2016-C  | Santiago Wanderers   |                      |
| 2017-A  | Colo-Colo            | Unión Española       |
| 2017-C  | Universidad de Chile | Colo-Colo            |
| 2018-A  | Colo-Colo            | Universidad de Chile |
| 2018-C  | Magallanes           | Unión Española       |
| 2019-21 | Suspendido           | Suspendido           |
| 2022-C  | Universidad de Chile | Unión Española       |
| 2023-A  | Universidad Católica | Colo-Colo            |
| 2023-C  | Colo-Colo            | Universidad Católica |
| 2024-A  | Colo-Colo            | Universidad Católica |
| 2024-C  | Unión Española       | Deportes Iquique     |
| 2025-A  | Colo-Colo            | Cobresal             |

### Sub-12
| Año     | Campeón              | Subcampeón           |
| ------- | -------------------- | -------------------- |
| 1989    | Universidad de Chile |                      |
| 1990    | Universidad de Chile |                      |
| 1991    | Palestino            |                      |
| 1992    | Universidad de Chile |                      |
| 1993    |                      | Universidad de Chile |
| 2002    | Colo-Colo            |                      |
| 2003    | Cobreloa             |                      |
| 2004    | Santiago Wanderers   | Colo-Colo            |
| 2005    | Universidad Católica |                      |
| 2006    |                      |                      |
| 2007    | Colo-Colo            |                      |
| 2008    | Palestino            |                      |
| 2009    | Universidad Católica | Colo-Colo            |
| 2010    | O'Higgins            |                      |
| 2011-A  | Palestino            | Santiago Wanderers   |
| 2011-C  | Colo-Colo            | Universidad de Chile |
| 2012-A  | Colo-Colo            | Universidad Católica |
| 2012-C  | Colo-Colo            | Universidad de Chile |
| 2013-A  | Universidad de Chile | Santiago Wanderers   |
| 2013-C  |                      |                      |
| 2014-A  |                      |                      |
| 2014-C  |                      |                      |
| 2015-A  | Colo-Colo            | O'Higgins            |
| 2015-C  |                      |                      |
| 2016-A  |                      |                      |
| 2016-C  | Santiago Wanderers   |                      |
| 2017-A  |                      |                      |
| 2017-C  | Universidad de Chile |                      |
| 2018-A  |                      |                      |
| 2018-C  |                      |                      |
| 2019-21 | Suspendido           | Suspendido           |
| 2022-A  | Universidad Católica | Colo-Colo            |
| 2022-C  | Colo-Colo            | Palestino            |
| 2023-A  | Colo-Colo            | Cobresal             |
| 2023-C  | Palestino            | Universidad Católica |
| 2024-A  | Colo-Colo            | Universidad de Chile |
| 2024-C  | Universidad Católica | Colo-Colo            |

### Sub-11
| Año     | Campeón              | Subcampeón           |
| ------- | -------------------- | -------------------- |
| 2005    | Universidad Católica | Universidad de Chile |
| 2006    |                      |                      |
| 2007    | Colo-Colo            |                      |
| 2008    | Colo-Colo            |                      |
| 2009    | Colo-Colo            |                      |
| 2010    | Colo-Colo            |                      |
| 2011-A  | Colo-Colo            | Universidad de Chile |
| 2011-C  | Colo-Colo            | Universidad Católica |
| 2012-A  | Universidad de Chile | Santiago Wanderers   |
| 2012-C  | Colo-Colo            | Santiago Wanderers   |
| 2013-A  | Colo-Colo            | Santiago Wanderers   |
| 2013-C  |                      |                      |
| 2014-A  |                      |                      |
| 2014-C  |                      |                      |
| 2015-A  | Cobreloa             | Colo-Colo            |
| 2015-C  |                      |                      |
| 2016-A  | Universidad de Chile | Unión San Felipe     |
| 2016-C  |                      |                      |
| 2017-A  |                      |                      |
| 2017-C  | Santiago Wanderers   | Universidad de Chile |
| 2018-A  |                      |                      |
| 2018-C  |                      |                      |
| 2019-A  |                      |                      |
| 2019-21 | Suspendido           | Suspendido           |
| 2022-A  | Colo-Colo            | Audax Italiano       |
| 2022-C  | Universidad Católica | Universidad de Chile |
| 2023-A  | Colo-Colo            | Universidad de Chile |
| 2023-C  | Colo-Colo            | Universidad de Chile |
| 2024-A  | Colo-Colo            | Universidad Católica |
| 2024-C  | Universidad Católica | Universidad de Chile |

### Sub-10
| Año    | Campeón              | Subcampeón           |
| ------ | -------------------- | -------------------- |
| 2003   | Cobreloa             | Colo-Colo            |
| 2007   | Colo-Colo            |                      |
| 2008   | Colo-Colo            |                      |
| 2009-A | Colo-Colo            | Universidad de Chile |
| 2009-C | Colo-Colo            |                      |
| 2012-C | Colo-Colo            | O'Higgins            |
| 2013   | Universidad de Chile | Colo-Colo            |

### Sub-9
| Año    | Campeón              | Subcampeón |
| ------ | -------------------- | ---------- |
| 2003   | Cobreloa             |            |
| 2007   | Colo-Colo            |            |
| 2008   | Universidad de Chile |            |
| 2009-A | Universidad de Chile | Colo-Colo  |
| 2009-C | Colo-Colo            |            |
| 2013-A | Cobreloa             |            |

## Categorías juveniles

### Categoría juvenil
|  | División Juvenil |  | División Juvenil "B" |

| Año  |                         | Campeón              | Subcampeón           |  | Campeón | Subcampeón |
| 1933 | Colo-Colo               | Magallanes           |                      |  |         |            |
| 1934 | Magallanes              |                      |                      |  |         |            |
| 1935 |                         |                      |                      |  |         |            |
| 1936 | Santiago Morning        |                      | Magallanes           |  |         |            |
| 1937 | Unión Española          |                      |                      |  |         |            |
| 1938 | Magallanes              | Unión Española       |                      |  |         |            |
| 1939 | Colo-Colo               |                      |                      |  |         |            |
| 1940 | Unión Española          | Magallanes           |                      |  |         |            |
| 1941 | Unión Española          | Colo-Colo            |                      |  |         |            |
| 1942 |                         |                      |                      |  |         |            |
| 1943 |                         |                      |                      |  |         |            |
| 1944 |                         |                      |                      |  |         |            |
| 1945 | Universidad Católica    |                      |                      |  |         |            |
| 1946 | Universidad Católica    |                      |                      |  |         |            |
| 1947 | Universidad Católica    |                      |                      |  |         |            |
| 1948 | Universidad Católica    |                      |                      |  |         |            |
| 1949 | Universidad Católica    |                      |                      |  |         |            |
| 1950 | Universidad Católica    |                      |                      |  |         |            |
| 1951 | Universidad de Chile    |                      |                      |  |         |            |
| 1952 | Universidad de Chile    |                      |                      |  |         |            |
| 1953 |                         |                      |                      |  |         |            |
| 1954 |                         |                      |                      |  |         |            |
| 1955 | Colo-Colo               |                      |                      |  |         |            |
| 1956 | Colo-Colo               |                      |                      |  |         |            |
| 1957 | Colo-Colo               |                      |                      |  |         |            |
| 1958 |                         |                      |                      |  |         |            |
| 1959 |                         |                      |                      |  |         |            |
| 1960 | Colo-Colo               |                      |                      |  |         |            |
| 1961 | Universidad Católica    |                      |                      |  |         |            |
| 1962 |                         |                      |                      |  |         |            |
| 1963 | Colo-Colo               |                      |                      |  |         |            |
| 1964 | Universidad Católica    |                      |                      |  |         |            |
| 1965 | Universidad Católica    | Universidad de Chile |                      |  |         |            |
| 1966 |                         |                      |                      |  |         |            |
| 1967 |                         | Universidad de Chile |                      |  |         |            |
| 1968 |                         |                      |                      |  |         |            |
| 1969 |                         |                      |                      |  |         |            |
| 1970 |                         |                      |                      |  |         |            |
| 1971 |                         |                      |                      |  |         |            |
| 1972 | Palestino y A. Italiano |                      | Universidad de Chile |  |         |            |
| 1973 |                         |                      |                      |  |         |            |
| 1974 | Colo-Colo               |                      |                      |  |         |            |
| 1975 |                         |                      |                      |  |         |            |
| 1976 |                         |                      |                      |  |         |            |
| 1977 | Colo-Colo               |                      |                      |  |         |            |
| 1978 |                         |                      |                      |  |         |            |
| 1979 |                         |                      |                      |  |         |            |
| 1980 | Colo-Colo               |                      |                      |  |         |            |
| 1981 | Colo-Colo               |                      |                      |  |         |            |
| 1982 | Colo-Colo               |                      |                      |  |         |            |
| 1983 |                         |                      |                      |  |         |            |
| 1984 | Universidad Católica    |                      |                      |  |         |            |
| 1985 |                         |                      |                      |  |         |            |
| 1986 | Universidad Católica    |                      |                      |  |         |            |
| 1987 | Universidad Católica    |                      |                      |  |         |            |
| 1988 | Universidad Católica    |                      |                      |  |         |            |
| 1989 |                         |                      |                      |  |         |            |
| 1990 |                         |                      |                      |  |         |            |
| 1991 | Universidad de Chile    | Colo-Colo            |                      |  |         |            |
| 1992 | Universidad Católica    | Huachipato           |                      |  |         |            |
| 1993 | Colo-Colo               | Universidad de Chile |                      |  |         |            |
| 1994 | Colo-Colo               |                      |                      |  |         |            |
| 1995 |                         |                      |                      |  |         |            |
| 1996 | Colo-Colo               | Universidad de Chile |                      |  |         |            |

### Categoría infantil
|  | Primera Infantil |  | Segunda Infantil |  | Tercera Infantil |  | Cuarta Infantil |  | Quinta Infantil |

| Año  |                         | Campeón     | Subcampeón     |                   | Campeón                     | Subcampeón     |             | Campeón | Subcampeón  |  | Campeón | Subcampeón |  | Campeón | Subcampeón |
| 1933 | Magallanes              |             | Magallanes     |                   | Magallanes                  |                |             |         |             |  |         |            |  |         |            |
| 1934 | Magallanes              |             | Unión Española |                   | Unión Española y Magallanes |                |             |         |             |  |         |            |  |         |            |
| 1935 |                         |             |                |                   | Magallanes                  |                |             |         |             |  |         |            |  |         |            |
| 1936 | Santiago Morning        |             | Magallanes     |                   |                             |                |             |         |             |  |         |            |  |         |            |
| 1937 | Unión Española          |             | Magallanes     |                   |                             |                |             |         |             |  |         |            |  |         |            |
| 1938 | Colo-Colo               | Magallanes  | Magallanes     | Santiago National | Magallanes                  | Unión Española |             |         |             |  |         |            |  |         |            |
| 1939 | Colo-Colo               |             | Unión Española |                   | Colo-Colo                   |                |             |         |             |  |         |            |  |         |            |
| 1940 | Magallanes              |             | Badminton      |                   | Unión Española y Colo-Colo  |                |             |         |             |  |         |            |  |         |            |
| 1941 | Colo-Colo               | Bádminton   | Magallanes     | Colo-Colo         | U. de Chile                 | Unión Española |             |         |             |  |         |            |  |         |            |
| 1942 |                         |             |                |                   |                             |                |             |         |             |  |         |            |  |         |            |
| 1943 |                         |             |                |                   | Colo-Colo                   |                |             |         |             |  |         |            |  |         |            |
| 1944 | Colo-Colo               |             | Colo-Colo      |                   |                             |                |             |         |             |  |         |            |  |         |            |
| 1945 |                         |             |                |                   |                             |                |             |         |             |  |         |            |  |         |            |
| 1946 | Colo-Colo               |             | Colo-Colo      |                   |                             |                |             |         |             |  |         |            |  |         |            |
| 1947 |                         |             |                |                   |                             |                |             |         |             |  |         |            |  |         |            |
| 1948 | U. Católica             |             | U. Católica    |                   | U. Católica                 |                |             |         |             |  |         |            |  |         |            |
| 1949 | Colo-Colo               |             | Colo-Colo      |                   |                             |                |             |         |             |  |         |            |  |         |            |
| 1950 |                         |             | Colo-Colo      |                   |                             |                |             |         |             |  |         |            |  |         |            |
| 1951 |                         |             |                |                   |                             |                |             |         |             |  |         |            |  |         |            |
| 1952 | Colo-Colo               |             | Colo-Colo      |                   | Colo-Colo                   |                |             |         |             |  |         |            |  |         |            |
| 1953 | Colo-Colo               |             |                |                   | Colo-Colo                   |                |             |         |             |  |         |            |  |         |            |
| 1954 | Colo-Colo               |             |                |                   |                             |                |             |         |             |  |         |            |  |         |            |
| 1955 |                         |             |                |                   |                             |                |             |         |             |  |         |            |  |         |            |
| 1956 |                         |             |                |                   |                             |                |             |         |             |  |         |            |  |         |            |
| 1957 |                         |             |                |                   |                             |                |             |         |             |  |         |            |  |         |            |
| 1958 |                         |             |                |                   |                             |                |             |         |             |  |         |            |  |         |            |
| 1959 | Colo-Colo               |             | Colo-Colo      |                   |                             |                |             |         |             |  |         |            |  |         |            |
| 1960 |                         |             |                |                   |                             |                |             |         |             |  |         |            |  |         |            |
| 1961 | U. Católica             |             |                |                   |                             |                |             |         |             |  |         |            |  |         |            |
| 1962 | U. Católica             |             | U. Católica    |                   |                             |                |             |         |             |  |         |            |  |         |            |
| 1963 |                         |             |                |                   |                             |                |             |         |             |  |         |            |  |         |            |
| 1964 |                         |             |                |                   |                             |                |             |         |             |  |         |            |  |         |            |
| 1965 | Colo-Colo y U. de Chile |             | U. de Chile    | Colo-Colo         |                             |                |             |         |             |  |         |            |  |         |            |
| 1966 | Colo-Colo               |             | Colo-Colo      |                   |                             |                |             |         |             |  |         |            |  |         |            |
| 1967 | U. de Chile             |             | U. de Chile    |                   |                             |                |             |         |             |  |         |            |  |         |            |
| 1968 |                         |             |                |                   |                             |                |             |         |             |  |         |            |  |         |            |
| 1969 |                         |             |                |                   |                             |                |             |         |             |  |         |            |  |         |            |
| 1970 |                         |             | Colo-Colo      |                   |                             |                |             |         |             |  |         |            |  |         |            |
| 1971 |                         |             |                |                   |                             |                |             |         |             |  |         |            |  |         |            |
| 1972 | U. de Chile             |             | U. de Chile    |                   |                             |                |             |         |             |  |         |            |  |         |            |
| 1973 |                         |             |                |                   |                             |                |             |         |             |  |         |            |  |         |            |
| 1974 | Colo-Colo               |             | Colo-Colo      |                   |                             |                |             |         |             |  |         |            |  |         |            |
| 1975 | Colo-Colo               |             | Colo-Colo      |                   |                             |                |             |         |             |  |         |            |  |         |            |
| 1976 |                         |             |                |                   |                             |                |             |         |             |  |         |            |  |         |            |
| 1977 |                         |             | Colo-Colo      |                   |                             |                |             |         |             |  |         |            |  |         |            |
| 1978 | U. de Chile             |             | Colo-Colo      |                   |                             |                |             |         |             |  |         |            |  |         |            |
| 1979 | Colo-Colo               |             | Colo-Colo      |                   |                             |                |             |         |             |  |         |            |  |         |            |
| 1980 | Colo-Colo               |             | U. Católica    |                   |                             |                |             |         |             |  |         |            |  |         |            |
| 1981 |                         |             |                |                   |                             |                |             |         |             |  |         |            |  |         |            |
| 1982 |                         |             |                |                   |                             |                |             |         |             |  |         |            |  |         |            |
| 1983 |                         |             |                |                   | Colo-Colo                   |                |             |         |             |  |         |            |  |         |            |
| 1984 |                         |             |                |                   |                             |                |             |         |             |  |         |            |  |         |            |
| 1985 |                         |             | Colo-Colo      |                   |                             |                |             |         |             |  |         |            |  |         |            |
| 1986 |                         |             |                |                   |                             |                |             |         |             |  |         |            |  |         |            |
| 1987 |                         |             |                |                   | U. Católica                 |                |             |         |             |  |         |            |  |         |            |
| 1988 |                         |             |                |                   |                             |                | U. Católica |         | U. de Chile |  |         |            |  |         |            |
| 1989 |                         |             |                |                   |                             |                |             |         |             |  |         |            |  |         |            |
| 1990 |                         |             |                |                   |                             |                |             |         |             |  |         |            |  |         |            |
| 1991 | U. de Chile             |             | Colo-Colo      |                   | Colo-Colo                   | U. de Chile    |             |         |             |  |         |            |  |         |            |
| 1992 | U. Católica             | U. de Chile | Colo-Colo      |                   | U. de Chile                 |                |             |         |             |  |         |            |  |         |            |
| 1993 | Colo-Colo               | U. de Chile |                |                   |                             |                |             |         |             |  |         |            |  |         |            |
| 1994 | Colo-Colo               |             |                |                   |                             |                |             |         |             |  |         |            |  |         |            |
| 1995 |                         |             |                |                   |                             |                |             |         |             |  |         |            |  |         |            |
| 1996 |                         |             | Colo-Colo      | U. Católica       | Unión Española              | Colo-Colo      |             |         |             |  |         |            |  |         |            |

Primera Infantil: Universidad Católica se adjudicó la edición de 1961 en calidad de invicto.

### Cuarta Especial
| Año  | Campeón                             | Subcampeón           |
| ---- | ----------------------------------- | -------------------- |
| 1933 |                                     |                      |
| 1934 |                                     |                      |
| 1935 |                                     |                      |
| 1936 |                                     |                      |
| 1937 | Unión Española                      |                      |
| 1938 | Santiago Morning                    | Unión Española       |
| 1939 | Colo-Colo                           |                      |
| 1940 | Universidad de Chile                | Unión Española       |
| 1941 | Magallanes                          | Universidad Católica |
| 1942 |                                     |                      |
| 1943 |                                     |                      |
| 1944 | Colo-Colo                           |                      |
| 1945 |                                     |                      |
| 1946 | Colo-Colo                           |                      |
| 1947 | Colo-Colo                           |                      |
| 1948 | Colo-Colo                           |                      |
| 1949 | Universidad Católica Colo-Colo      | Unión Española       |
| 1950 | Universidad Católica Unión Española |                      |
| 1951 |                                     |                      |
| 1952 | Colo-Colo                           |                      |
| 1953 | Universidad Católica                |                      |
| 1954 |                                     |                      |
| 1955 |                                     |                      |
| 1956 |                                     |                      |
| 1957 | Colo-Colo                           |                      |
| 1958 | Colo-Colo                           |                      |
| 1959 |                                     |                      |
| 1960 | Universidad Católica                |                      |
| 1961 | Universidad Católica                |                      |
| 1962 | Universidad Católica                |                      |
| 1963 | Colo-Colo                           |                      |
| 1964 | Colo-Colo                           |                      |
| 1965 | Universidad de Chile                | Colo-Colo            |
| 1966 | Colo-Colo                           |                      |
| 1967 | Universidad de Chile                |                      |
| 1969 | Colo-Colo                           |                      |
| 1970 | Colo-Colo                           |                      |
| 1978 | Universidad Católica                |                      |

### Campeonato de Cadetes
Título concedido por la suma de todas las categorías.
| Año  | Campeón              |
| ---- | -------------------- |
| 1942 | Universidad de Chile |
| 1987 | Universidad Católica |
| 1988 | Universidad Católica |